# Cédric D'Ulivo
Cédric D'Ulivo (Marsiglia, 29 agosto 1989) è un calciatore francese, difensore dell'Template:Calcio UGA Ardziv.

## Carriera
Ha giocato nella massima serie dei campionati belga e islandese.